# Szorstkozarodniczka śnieżysta
Szorstkozarodniczka śnieżysta (Trechispora nivea (Pers.) K.H. Larss.) – gatunek grzybów z rzędu Trechisporales.

## Systematyka i nazewnictwo
Pozycja w klasyfikacji według Index Fungorum: Trechispora, Hydnodontaceae, Trechisporales, Incertae sedis, Agaricomycetes, Agaricomycotina, Basidiomycota, Fungi.
Takson ten po raz pierwszy opisał w 1794 r. Christiaan Hendrik Persoon nadając mu nazwę Odontia nivea. Obecną, uznaną przez Index Fungorum nazwę nadał Karl-Henrik Larsson w 1995 r.
Synonimy:
- Acia nivea (Pers.) P. Karst. 1879
- Cristella nivea (Pers.) M.P. Christ. 1960
- Grandinia nivea (Pers.) S. Lundell 1953
- Hydnum hypoleucum Berk. & Broome 1873
- Hydnum niveum (Pers.) Pers. 1801
- Hydnum niveum var. fimbriatum Fr. 1821
- Odontia hypoleuca (Berk. & Broome) Rick 1933
- Odontia nivea Pers. 1794
- Trechispora hypoleucum (Berk. & Broome) K.H. Larss. 1995
- Xylodon niveus (Pers.) Chevall. 1826

Nazwy polskie: kolczak śnieżysty (Franciszek Błoński 1896), kolczak śnieżny (Stanisław Chełchowski 1898). Władysław Wojewoda w 2003 r. zaproponował nazwę szortkozarodniczka śnieżysta.

## Morfologia
Owocnik
Rozpostarty, w stanie suchym łatwo oddzielający się od podłoża, ale nie błonkowaty, miękki i kruchy o barwie od białej do jasnoochrowej. Hymenofor kolczasty; kolce wąskie, prawie cylindryczne, o tępych i nieco kępkowatych wierzchołkach i długości do 1 mm. Początkowo tworzą grzbiety i spłaszczone żyłki nadające młodym obszarom owocnika porowaty wygląd. Obszary gładkie są pajęczynowate. Brzeg przerzedzony, często tworzący promieniste, białe strzępki i struktury podobne do sznurów.
Cechy mikroskopowe
System strzępkowy monomityczny; wszystkie strzępki ze sprzążkami. Strzępki proste, anastomozujące, lekko grubościenne, o szerokości 1,5–3 µm z ampułowatymi septami. Subikulum zbudowane z podobnych strzępek, często z małymi pęcherzykami, występami lub nieregularnymi zgrubieniami ścian powstałymi w wyniku pęcznienia ściany strzępek, zwykle inkrustowane. Trama w kolcach zbudowana przeważnie z prostych, często rozgałęziających się, lekko grubościennych strzępek, przeważnie o szerokości 3 µm, często z nieregularną grubością ściany, zwykle inkrustowanych. Subhymenium z krótkokomórkowymi, bogato rozgałęzionymi, cylindrycznymi, lekko rozdętymi lub nieregularnymi, cienkościennymi strzępkami, przeważnie o szerokości do 3 µm. Podstawki cylindryczne z lekkim przewężeniem na środku, o wymiarach 8–15 × 4–5 µm, z czterema sterygmami o długości do 3 µm i sprzążką w podstawie. Bazydiospory o kształcie od prawie kulistego do szeroko elipsoidalnego, brzusznie spłaszczone, pokryte małymi i średniej wielkości brodawkami o wysokości do 0,3 µm. Razem z brodawkami mają wymiary 3–4 × 2,5–3,5 µm, są nie cyjanofilne lub słabo cyjanofilne. Kryształy zwykle obecne, dwupiramidalne, zagregowane.

## Występowanie i siedlisko
Jest najbardziej rozpowszechnionym gatunkiem spośród wszystkich Trechispora. Występuje na całym świecie w regionach o klimacie tropikalnym, subtropikalnym, umiarkowanym i zimnym, aż po subalpejskie lasy brzozowe w północnej Szwecji. W. Wojewoda w zestawieniu wielkoowocnikowych grzybów Polski przytacza 3 stanowiska z uwagą, że rozprzestrzenienie tego gatunku i stopień jego zagrożenia nie są znane.
Grzyb saprotroficzny. W Polsce notowany na drewnie sosny. Rozwija się jednak na martwym drewnie wielu gatunków drzew, zarówno liściastych, jak iglastych. Zanotowano jego występowanie także na martwych hubach i mchach.